# Краплинна модель ядра
Краплинна модель ядра — фізична модель, в якій ядро атома уявляється аналогічним до краплі нестисливої рідини. Модель запропонував 1935 року Джордж Гамов, розвинули Нільс Бор та ін. Вона дозволяє вивести емпіричну формулу, що визначає співвідношення числа протонів і нейтронів у стабільному ядрі.
Нейтрон був відкритий у 1919 році[джерело?], а у 1932 році Дж.Чедвік експериментально підтвердив існування таких частинок[3], тому на час побудови моделі було зрозуміло, що ядро складається з нейтронів і протонів, причому було відомо, що кількість нейтронів у стабільних легких ядрах приблизно дорівнює кількості протонів, тобто зарядове число Z ядра приблизно вдвічі менше від масового числа A. Для важчих ядер масове число більше, ніж зарядове число, помножене на два. Відношення (A-Z)/Z для важких ядер досягає значення 1,6. Краплинна модель спробувала пояснити цю тенденцію.
Нуклони в ядрі притягуються між собою завдяки сильній взаємодії. Притягання ефективне на малих віддалях і характеризується насиченням, що схоже на взаємодію атомів у рідині. Заряджені нуклони — протони, відштовхуються, і це відштовхування тим більше, чим більше зарядове число Z. Для великих Z для утримання протонів у ядрі необхідно мати більше нейтронів.

## Енергія ядра
В найпростішому варіанті краплинної моделі ядро уявляється як сферична крапля з радіусом, пропорційним {\displaystyle A^{1/3}}. Густина ядерної рідини приблизно дорівнює
{\displaystyle \rho =} 1,4·1014 г/см3.
Енергію ядра можна записати у вигляді кількох доданків
{\displaystyle E=W_{1}+W_{2}+W_{3}+W_{4}+W_{5}+W_{6}}.
Тут
{\displaystyle W_{1}=[Zm_{p}+(A-Z)m_{n}]},
де {\displaystyle m_{p}} і {\displaystyle m_{n}} — маси протона і нейтрона, відповідно.
{\displaystyle W_{2}=-a_{1}A} — об'ємна енергія сильної взаємодії між нуклонами. Оскільки точні характеристики сильної взаємодії невідомі, то параметр {\displaystyle a_{1}}, як і інші параметри моделі, підбирається емпірично.
{\displaystyle W_{3}=a_{2}A^{2/3}} — поверхнева енергія, пропорційна радіусу ядра в квадраті.
{\displaystyle W_{4}=a_{3}{\frac {(A-Z)^{2}}{A}}} — член, який відповідає за приблизну рівність числа нейтронів та протонів у ядрі.
{\displaystyle W_{5}=a_{4}Z^{2}A^{-1/3}} — енергія кулонівської взаємодії між протонами.
{\displaystyle W_{6}=\pm a_{5}A^{-3/4}} або {\displaystyle W_{6}=\pm a_{5}^{\prime }A^{-1/2}} — член, який відповідає за спіновий стан ядра. Знаки + або — вибираються для парно-парних і непарно-непарних ядер, відповідно. Для парно-непарних і непарно-парних ядер цей член дорівнює нулю.
Енергія зв'язку ядра задається тією ж формулою, за винятком першого члена. Цю напів-емпіричну формулу запропонував Карл фон Вайцзеккер на ще до побудови краплинної моделі і вона отримала назву формули Вайцзекера.
Емпірично підібрані значення коефіцієнтів дозволили доволі непогано описати енергії зв'язку ядер з A > 15.
Будучи наближеним співвідношенням, формула тим не менше, зіграла велику евристичну роль у розвитку ядерної фізики (наприклад, у теорії поділу ядер). Вона дала, зокрема, можливість передбачити подільність парних ізотопів U і Pu під дією повільних нейтронів і тим самим вказати вірний напрям пошуку ядерного палива для ядерної енергетики. Числові значення параметрів подані у таблиці
| Коефіцієнт            | Значення (МеВ) |
| --------------------- | -------------- |
| {\displaystyle a_{1}} | 15,75          |
| {\displaystyle a_{2}} | 17,8           |
| {\displaystyle a_{3}} | 0,71           |
| {\displaystyle a_{4}} | 23,7           |
| {\displaystyle a_{5}} | 34             |

## Зарядове число стабільних ядер
Розглядаючи формулу для енергії зв'язку як функцію Z при фіксованому A можна встановити емпіричну формулу для заряду ядра, що має найменшу енергію
{\displaystyle Z_{stab}={\frac {A}{1.98+0,015A^{2/3}}}}